# Klugea pigmentata
Klugea pigmentata är en rundmaskart som först beskrevs av E. Ditlevsen 1926.  Klugea pigmentata ingår i släktet Klugea och familjen Phanodermatidae. Inga underarter finns listade i Catalogue of Life.